# Abel Eppens van Bolhuis
Abel Eppens van Bolhuis (ook bekend als Abel Eppo van Bolhuis) (omstreeks 1617 – 1659) was een Nederlandse rechter en regent.

## Leven en werk
Van Bolhuis werd omstreeks 1617 geboren als een zoon van de eigenerfde Eppo Abels van Bolhuis (1567-circa 1629) en Grete Ulferts (1571-1629). Hij is een kleinzoon van Abel Eppens (1534-circa 1590). Na zijn studie rechten in Groningen werd hij rechter te Kantens. Later werd hij landdagcomparant voor Oldenzijl. Nadien was hij mede-gecommitteerde van de Rekenkamer der Stad en Lande. Van 1655 tot 1658 was Van Bolhuis rekenmeester van de Rekenkamer der Stad en Lande. 
Van Bolhuis was twee maal gehuwd. Hij had met zijn eerste echtgenote Jantien Michiels (1603-circa 1658) drie kinderen, waaronder de rechter mr. Michiel van Bolhuis (1644-1704). Van Bolhuis overleed in 1659. 